# Franco Berardi
Franco Berardi, detto Bifo (Bologna, 2 novembre 1949), è un attivista e saggista italiano, definito leggendario leader settantasettino.

## Biografia
All'età di quattordici anni si iscrive alla FGCI, ma ne viene espulso tre anni più tardi per "frazionismo". Partecipa al movimento del '68 nella facoltà di lettere dell'Università di Bologna, ove nel '67 conosce Toni Negri. Si laurea in Estetica con Luciano Anceschi e aderisce a Potere Operaio, gruppo della sinistra extraparlamentare di cui diviene figura di spicco a livello nazionale. Nel 1970 pubblica il suo primo libro, Contro il lavoro (edito da Feltrinelli). Nel 1975 fonda la rivista A/traverso, un foglio che era espressione dell'ala "creativa" del movimento bolognese del 1977; nei suoi scritti mette al centro della propria analisi il rapporto tra movimenti sociali e tecnologie comunicative.
Nel 1976 partecipa alla fondazione dell'emittente libera Radio Alice e subisce l'arresto per l'accusa di partecipazione alle Brigate Rosse, da cui viene assolto un mese dopo. Per richiederne la scarcerazione, Radio Alice organizza una festa in Piazza Maggiore, a cui partecipano oltre diecimila persone. Berardi viene scarcerato poco dopo e diviene il leader dell'"ala creativa" della protesta studentesca bolognese del 1977. Dopo la chiusura della radio da parte della polizia, contro Berardi viene spiccato un mandato per "istigazione di odio di classe a mezzo radio"; per sottrarsi all'arresto fugge da Bologna. Si rifugia a Parigi dove frequenta Félix Guattari e Michel Foucault e pubblica il libro Le Ciel est enfin tombé sur la terre (Éditions du Seuil).
Negli anni ottanta rientra brevemente in Italia e poi si trasferisce a New York dove collabora alle riviste Semiotext(e), Almanacco musica e Musica 80. Viaggia a lungo in Messico, India, Cina e Nepal. In quel periodo inizia ad occuparsi della crescita delle reti telematiche e preconizza la futura esplosione della rete quale vasto fenomeno sociale e culturale. Alla fine degli anni ottanta si trasferisce in California dove pubblica alcuni saggi sul cyberpunk. Ritorna a Bologna e, in veste di protagonista, partecipa al documentario Il trasloco di Renato De Maria, prodotto dalla RAI nel 1991, incentrato sulla storia del suo appartamento. Collabora poi con varie riviste culturali fra cui Virus mutations, Cyberzone, Millepiani e varie case editrici fra cui la Castelvecchi e DeriveApprodi. Collabora, inoltre, alla stesura di testi per MediaMente, la trasmissione televisiva prodotta da RAI Educational e condotta da Carlo Massarini dedicata al mondo di Internet e delle nuove tecnologie di comunicazione.
Dal 1992 al 2004 collabora alla rivista DeriveApprodi insieme a Sergio Bianchi e altri. Dal 2000 al 2009 cura con Matteo Pasquinelli l'ambiente di rete Rekombinant. Nel 2002 fonda Orfeo Tv, la prima televisione di strada italiana. Nel 2005 un suo pamphlet che si scaglia contro le politiche sociali del nuovo sindaco di Bologna Sergio Cofferati viene ripreso con enfasi dalle testate giornalistiche nazionali. Ha lavorato come insegnante presso l'istituto tecnico industriale Aldini Valeriani di Bologna. Pubblica regolarmente sul quotidiano Liberazione, sulla rivista alfabeta2 e sul sito Through Europe. Collabora alla rivista canadese Adbusters. Dal 2000 al 2009 ha animato la mailing-list Rekombinant con Matteo Pasquinelli. Nel 2016 pubblica il romanzo Morte ai vecchi con Massimiliano Geraci (Baldini&Castoldi editore).

## Opere
- Contro il lavoro, Milano, Feltrinelli, 1970.
- Scrittura e movimento, Padova, Marsilio, 1974.
- Teoria del valore e rimozione del soggetto: critica dei fondamenti teorici del riformismo, Verona, Bertani, 1977.
- Chi ha ucciso Majakovskij, Milano, Squi/libri, 1977.
- L'ideologia francese: contro i "nouveaux philosophes", con Pierre Rival e Alain Guillerme, Milano, Squi/libri, 1977.
- Finalmente il cielo è caduto sulla terra, Milano, Squi/libri, 1978.
- La barca dell'amore s'è spezzata, Milano, SugarCo, 1978.
- Dell'innocenza: interpretazione del '77, Bologna, Agalev, 1987.
- Presagi. L'arte e l'immaginazione visionaria negli anni ottanta, con Franco Bolelli, Bologna, Agalev, 1988.
- Terzo dopo guerra, Bologna, A/traverso, 1989.
- La pantera e il rizoma, Bologna, A/traverso, 1990.
- Una poetica Ariosa, con Francesca Alfano Miglietti, Franco Bolelli, Valentina Agostinis, Matteo Guarnaccia, Cesare Monti e Andrea Zanobetti, Milano, ProgettoArio, 1990.
- Più cyber che punk, con Marco Jacquemet, Robert Wright, Jaron Lanier, Félix Guattari e Valmerz, Bologna, A/traverso, 1990.
- Politiche della mutazione, Milano-Bologna, Synergon, 1991.
- 60/90 dalla psichedelia alla telepatica, con Franco Bolelli, Milano-Bologna, Synergon, 1992.
- Cancel & Più cyber che punk Milano-Bologna, Synergon, 1992.
- Come si cura il nazi, Castelvecchi, 1993. ISBN 978-88-86232-00-5; nuova ed. Come si cura il nazi. Iperliberismo e ossessioni identitarie, Ombre Corte, 2009.
- Mitologie Felici, con Franco Bolelli, Matteo Guarnaccia, Francesco Morace, Andrea Zingoni, Daniele Bolelli e Tiziana Corbella, Milano, Mudima, 1994. ISBN 88-86072-02-3.
- Mutazione e cyberpunk. Immaginario e tecnologia negli scenari di fine millennio, Costa & Nolan, 1994. ISBN 978-88-7648-160-4.
- Lavoro zero, Castelvecchi, 1994.
- Neuromagma. Lavoro cognitivo e infoproduzione, Castelvecchi, 1995. ISBN 978-88-86232-49-4.
- Ciberfilosofia, Castelvecchi, 1995.
- Dell'innocenza. 1977: l'anno della premonizione, Verona, Ombre Corte, 1997. ISBN 978-88-87009-03-3.
- Exit. il nostro contributo all'estinzione della civiltà, Costa & Nolan, 1997. ISBN 978-88-7648-288-5.
- La nefasta utopia di Potere operaio, Castelvecchi, 1998. ISBN 88-8210-057-X.
- La fabbrica dell'infelicità: new economy e movimento del cognitariato, Roma, DeriveApprodi, 2001. ISBN 978-88-87423-51-8.
- Felix. Narrazione del mio incontro con il pensiero di Guattari, cartografia visionaria del tempo che viene, Sossella, 2001. ISBN 978-88-87995-16-9.
- Un'estate all'inferno, Sossella, 2002. ISBN 978-88-87995-35-0.
- Telestreet. Macchina immaginativa non omologata, con Marco Jacquemet e Giancarlo Vitali, Baldini Castoldi Dalai, 2003. ISBN 978-88-8490-467-6.
- Il sapiente, il mercante, il guerriero. Dal rifiuto del lavoro all'emergere del cognitariato, Roma, DeriveApprodi, 2004. ISBN 978-88-88738-32-1.
- Da Bologna (serie A) a Bologna (serie B), Roma, DeriveApprodi, 2005.
- Skizomedia. Trent'anni di mediattivismo, Roma, DeriveApprodi, 2006. ISBN 978-88-89969-00-7.
- Run. Forma, vita, ricombinazione, Mimesis, 2008.
- The soul at work, Semiotext(e), Los Angeles 2009 [ed. it. L'anima al lavoro, Roma, DeriveApprodi, 2016].
- L'eclissi. Dialogo precario sulla crisi della civiltà capitalistica, con Carlo Formenti), Manni, 2011 ISBN 978-88-62663-68-7.
- La Sollevazione. Collasso europeo e prospettive del movimento, Manni, 2011. ISBN 978-88-6266-401-1.
- After the future, AKPress, Oakland, 2011.
- The Uprising, Semiotext(e) Los Angeles, 2012.
- Dopo il futuro. Dal futurismo al cyberpunk. L'esaurimento della modernità, DeriveApprodi, 2013.
- La nonna di Schäuble. Come il colonialismo finanziario ha distrutto il progetto europeo, Ombre corte, 2015.
- Heroes - Suicidio e omicidi di massa, Baldini & Castoldi, 2015.
- Morte ai vecchi, con Massimiliano Geraci, Baldini & Castoldi, 2016.
- Asma, C&P Adver Effigi, 2017.
- Quarant’anni contro il lavoro, Roma, DeriveApprodi, 2017.
- Il secondo avvento. Astrazione apocalisse comunismo, Roma, DeriveApprodi, 2018.
- Futurabilità, Roma, Produzioni Nero, 2019.
- Respirare. Caos e poesia, Sossella, 2019.
- Fenomenologia della fine, Roma, Produzioni Nero, 2020.
- E: La congiunzione, Roma, Produzioni Nero, 2021.
- Scrittura e movimento, a cura e con una postfazione di Nicolas Martino, Ombre Corte, 2021.
- Disertate, Timeo, 2023.
- Pensare dopo Gaza. Saggio sulla ferocia e la terminazione dell'umano, Timeo 2025.

Curatele
- Primavera '77. Roma, Stampa Alternativa, 1977.
- Hip Hop rap graph gangs sullo sfondo di Los Angeles che brucia. Milano-Bologna, Synergon, 1992.
- Alice è il diavolo. storia di una radio sovversiva, con E. "Gomma" Guarneri, 2002 (+ CD con le registrazioni originali del 1976 e 1977), Shake edizioni.
- 1977, l'anno in cui il futuro incominciò, con Veronica Bridi, Fandango Libri, 2002. ISBN 978-88-87517-26-2.

Contributi
- Un'utopia senile per l'Europa, in Europa 2.0 Prospettive ed evoluzioni del sogno europeo, a cura di Nicola Vallinoto e Simone Vannuccini, Ombre Corte, 2010.

## Filmografia
Film
- Il trasloco , regia di Renato De Maria (1991) (anche sceneggiatore)
- Provini per un massacro, regia di Guido Chiesa (2000) (narratore)
- Paz '77, regia Stefano Mordini (2001)
- Paz! , regia di Renato De Maria (2002)
- Lavorare con lentezza, regia di Guido Chiesa (2004)
- Io non sono un moderato, regia di Andrea Nobile (2007)
- Assalto al cielo, regia di Francesco Munzi (2016)
- Comunismo futuro, regia di Andrea Gropplero (2019) (sceneggiatore)